# Jonathan Smith (tennis)
Pour les articles homonymes, voir Jonathan Smith et Smith.
Jonathan Smith, né le 29 janvier 1955 à Exeter, est ancien joueur de tennis britannique.
Il est demi-finaliste en double à l'Open d'Australie 1978 avec Andrew Jarrett. Il a remporté deux tournois ATP en double et a atteint cinq autres finales.
En simple, il est finaliste des tournois Challenger de Worthing en 1981 et Solihull en 1982. Il est aussi quart de finaliste des tournois de Bournemouth en 1980, Bristol en 1982 et Hilversum en 1984.

## Palmarès

### Titres en double messieurs
| No | Date       | Nom et lieu du tournoi          | Catégorie  | Dotation | Surface      | Partenaire     | Finalistes                      | Score    |  |
| -- | ---------- | ------------------------------- | ---------- | -------- | ------------ | -------------- | ------------------------------- | -------- |  |
| 1  | 11-01-1982 | Benson and Hedges Open Auckland |            | 75 000 $ | Dur (ext.)   | Andrew Jarrett | Larry Stefanki Robert Van't Hof | 7-5, 7-6 |  |
| 2  | 27-12-1982 | Melbourne Outdoor Melbourne     | Grand Prix | 75 000 $ | Gazon (ext.) | Eddie Edwards  | Broderick Dyke Wayne Hampson    | 7-6, 6-3 |  |

### Finales en double messieurs
| No | Date       | Nom et lieu du tournoi                | Catégorie       | Dotation | Surface         | Vainqueurs                    | Partenaire      | Score         |  |
| -- | ---------- | ------------------------------------- | --------------- | -------- | --------------- | ----------------------------- | --------------- | ------------- |  |
| 1  | 10-01-1977 | New Zealand Open Auckland             |                 | 25 000 $ | Gazon (ext.)    | Chris Lewis Russell Simpson   | Peter Langsford | 7-6, 6-4      |  |
| 2  | 01-01-1979 | New Zealand Open Auckland             |                 | 50 000 $ | Dur (ext.)      | Bernard Mitton Kim Warwick    | Andrew Jarrett  | 6-3, 2-6, 6-3 |  |
| 3  | 08-09-1980 | British Hard Court Bournemouth        | GP World Series | 50 000 $ | Terre (ext.)    | Eddie Edwards Lennert Edwards | Andrew Jarrett  | 6-3, 6-7, 8-6 |  |
| 4  | 26-10-1981 | Open de Paris-Bercy Paris             | GP World Series | 50 000 $ | Moquette (int.) | Ilie Năstase Yannick Noah     | Andrew Jarrett  | 6-4, 6-4      |  |
| 5  | 04-01-1982 | Tournoi de tennis d'Adélaïde Adélaïde |                 | 75 000 $ | Gazon (ext.)    | Mark Edmondson Kim Warwick    | Andrew Jarrett  | 7-5, 4-6, 7-6 |  |